# Tephritis mariannae
Tephritis mariannae är en tvåvingeart som beskrevs av Merz 1992. Tephritis mariannae ingår i släktet Tephritis och familjen borrflugor.
Artens utbredningsområde är Schweiz. Inga underarter finns listade i Catalogue of Life.